# Frihetliga socialisters förbund
Frihetliga socialisters förbund (FSF) var en frihetlig socialistisk organisation i Sverige under 1970-talet. Förbundet bildades då det till Folkpartiet anslutna Liberala förbundet bytte namn efter en ideologisk utveckling mot socialismen. Ursprungligen var förbundet knutet till utgivningen av Frihetlig socialistisk tidskrift (tidigare Liberal debatt), men FST blev senare en fristående tidskrift. Vid slutet av 70-talet kom ett antal medlemmar från FSF, däribland tidigare ordföranden Richard Murray, att delta i grundandet av Stockholmspartiet.